# Gli enigmi dei Vedovi Neri
Gli enigmi dei Vedovi Neri (Puzzles of the Black Widowers) è una raccolta di racconti gialli scritti da Isaac Asimov, quinto volume dedicato ai Vedovi Neri.

## Elenco dei racconti
- Il quarto omonimo
- L'unicità è nella testa di chi cerca
- Il portafortuna
- Triplo diavolo
- Tramonto sull'acqua
- Lui dov'è?
- La vecchia borsa
- Oasi di pace
- Il quadrifoglio
- La busta
- L'alibi
- La ricetta

## Edizioni
- Isaac Asimov, Gli enigmi dei Vedovi neri, traduzione di Andrea Terzi, Rizzoli, Milano 1990
- Isaac Asimov, Gli enigmi dei Vedovi neri, traduzione di Andrea Terzi, R.C.S libri & grandi opere, Milano 1994
- Isaac Asimov, Gli enigmi dei Vedovi Neri, traduzione di Andrea Terzi, collana Sotterranei, minimum fax, 2009,  p. 256, ISBN 978-88-7521-224-7.